# Кочердык (село)
Кочерды́к — село в Октябрьском районе Челябинской области. Административный центр Кочердыкского сельского поселения.

## География
Село находится на расстоянии 31 км к юго-западу от села Октябрьское, административного центра района. Ближайшие населённые пункты — деревни Журавлиное и Горелое.

### Часовой пояс
Село Кочердык, как и вся Челябинская область, находится в часовой зоне МСК+2. Смещение применяемого времени относительно UTC составляет +5:00.

## Население
| 2002 | 2010 |
| ---- | ---- |
| 1321 | ↘848 |

### Половой состав
По данным Всероссийской переписи, в 2010 году численность населения деревни составляла 848 человек (369 мужчин и 479 женщин).

## Улицы
| - ул. 8 Марта, - ул. Восточная, - ул. Комсомольская, - ул. Лесная, | - ул. Молодёжная, - ул. Набережная, - ул. Новостроек, - ул. Октябрьская, | - ул. Первомайская, - ул. Рабочая, - пер. Северный, - ул. Советская, | - ул. Совхозная, - ул. Солнечная, - ул. Школьная, - ул. Южная. |